# Ceratium platycorne
Ceratium platycorne is een soort in de taxonomische indeling van de Myzozoa, een stam van microscopische parasitaire dieren. Het organisme komt uit het geslacht Ceratium en behoort tot de familie Ceratiaceae. Ceratium platycorne werd in 1888 ontdekt door von Daday.